# Un año
Un año es una canción del cantante colombiano Sebastián Yatra con el grupo de pop rock mexicano Reik, fue lanzada el 17 de enero de 2019 como el tercr sencillo del segundo álbum de estudio de Yatra, Fantasía.

## Antecedentes
"Un Año" fue lanzada el 17 de enero de 2019. La canción fue escrita por Sebastián Yatra, Andrés Torres, Mauricio Rengifo y su productor Dandee.

## Versiones
El 6 de junio de 2021, la boy band filipina BGYO interpretó una versión de "Un Año" en su encuentro internacional de fans virtual.  

## Rendimiento comercial
En Estados Unidos, "Un Año" se posicionó en el puesto número 37 en el Hot Latin Songs  y alcanzó el puesto número 12 el 20 de abril de 2020.  También alcanzó el puesto número cuatro en Latin Pop Airplay  y encabezó ambos Latin Airplay
En España, la canción alcanzó el puesto número seis el 24 de febrero de 2020. 
En otros países, la canción encabezó las listas en Ecuador y alcanzó el top 10 en Argentina y México, también llegó al top 20 en Colombia.

## Listas

### Listas semanales
| Lista (2019)                       | Mejor posición |
| ---------------------------------- | -------------- |
| Argentina Hot 100 (Billboard)      | 4              |
| Colombia (National-Report)         | 14             |
| Ecuador (National-Report)          | 1              |
| Mexico Airplay (Billboard)         | 6              |
| España (Top 100 Canciones)         | 6              |
| Estados Unidos (Hot Latin Songs)   | 12             |
| Estados Unidos (Latin Airplay)     | 1              |
| Estados Unidos (Latin Pop Airplay) | 4              |

### Listas de fin de año
| Gráfico (2019)      | Posición |
| ------------------- | -------- |
| España (PROMUSICAE) | 21       |

## Certificaciones
| Región                | Certificación       |
| --------------------- | ------------------- |
| México (AMPROFON)     | Diamante+2x Platino |
| España (PROMUSICAE)   | 4x Platino          |
| Estados Unidos (RIAA) | 4x Platino (Latin)  |